# Fort MacKay/Albian Aerodrome
Fort MacKay/Albian Aerodrome är en flygplats i Kanada.   Den ligger i provinsen Alberta, i den centrala delen av landet, 2 800 km väster om huvudstaden Ottawa. Fort MacKay/Albian Aerodrome ligger 320 meter över havet.
Terrängen runt Fort MacKay/Albian Aerodrome är platt. Trakten runt Fort MacKay/Albian Aerodrome är nära nog obefolkad, med mindre än två invånare per kvadratkilometer.. Det finns inga samhällen i närheten. 
I omgivningarna runt Fort MacKay/Albian Aerodrome växer i huvudsak barrskog.